# Dave Gahan
Dave Gahan, all'anagrafe David Callcott (Epping, 9 maggio 1962), è un cantautore britannico, frontman del gruppo musicale Depeche Mode, con il quale nel 2020 è stato inserito nella Rock and Roll Hall of Fame.

## Biografia
Proviene da una famiglia della classe operaia e ha tre fratelli (Susan Christine, Peter Eric, e Philip Michael). Il padre, Lex, conducente di autobus di origine malese, lasciò presto la famiglia, e la madre Sylvia Ruth, autista di bus londinesi, si trasferì coi figli a Basildon nell'Essex. Qui la madre si risposò con John Gahan e i suoi figli presero il cognome (gallese) del patrigno, che morì nel 1972, quando David aveva solo dieci anni. Non molto tempo dopo il padre biologico fece visita alla famiglia. In alcune interviste David ha ricordato l'episodio quando, tornato un giorno a casa da scuola, vi trovò il padre naturale. Disse di quell'evento: «Non dimenticherò mai quel giorno. Quando tornai a casa da scuola, c'era questo sconosciuto a casa di mia madre. Lei me lo presentò come il mio vero padre. Ricordo che dissi che era impossibile perché mio padre era morto. Chi dovevo credere che fosse quell'uomo?». Il padre fece brevi visite alla famiglia, per poi scomparire nel nulla dopo un anno, questa volta per sempre.
Nell'adolescenza agì da ribelle e trasgressivo, fino a essere convocato per ben tre volte davanti alla corte giovanile per furto d'auto, vandalismo e graffiti. Lasciò la scuola superiore (St. Nicholas) e si dedicò a lavoretti di vario genere, tra cui la vendita di bevande non alcoliche e la costruzione di edifici. Fu coinvolto nel movimento punk, allora ai suoi esordi, e nel 1977 s'iscrisse al Southend Art College di Londra, dove studiò per un breve periodo da stilista e vetrinista. Al liceo conobbe Martin Lee Gore e Andrew Fletcher, entrambi futuri membri dei Depeche Mode, e Alison Moyet, che di lì a poco sarebbe diventata la voce degli Yazoo. A Londra invece conobbe John Lydon (successivamente entrato a far parte del gruppo dei Sex Pistols) e George O'Dowd (in seguito conosciuto come Boy George del gruppo dei Culture Club).
Nel 1980 incontrò Vince Clarke, all'epoca membro di una band chiamata French Look, ma che di lì a poco avrebbe formato con Martin Lee Gore e Andrew Fletcher i Composition of Sound. Clark notò Gahan in un club mentre interpretava Heroes di Bowie, e gli propose il ruolo di frontman dei Composition of Sound. Curiosamente la band avrebbe subito cambiato il suo nome in Depeche Mode proprio dietro suggerimento di Dave, copiandolo da una celebre rivista di moda francese. Il successo arrise al gruppo fin dal 1981, tuttavia ci vollero anni e numerose performance dal vivo prima che Gahan, inizialmente timoroso ed impacciato sul palco, trovasse lo stile che lo avrebbe contraddistinto come frontman carismatico e capace di catturare l'attenzione delle folle.

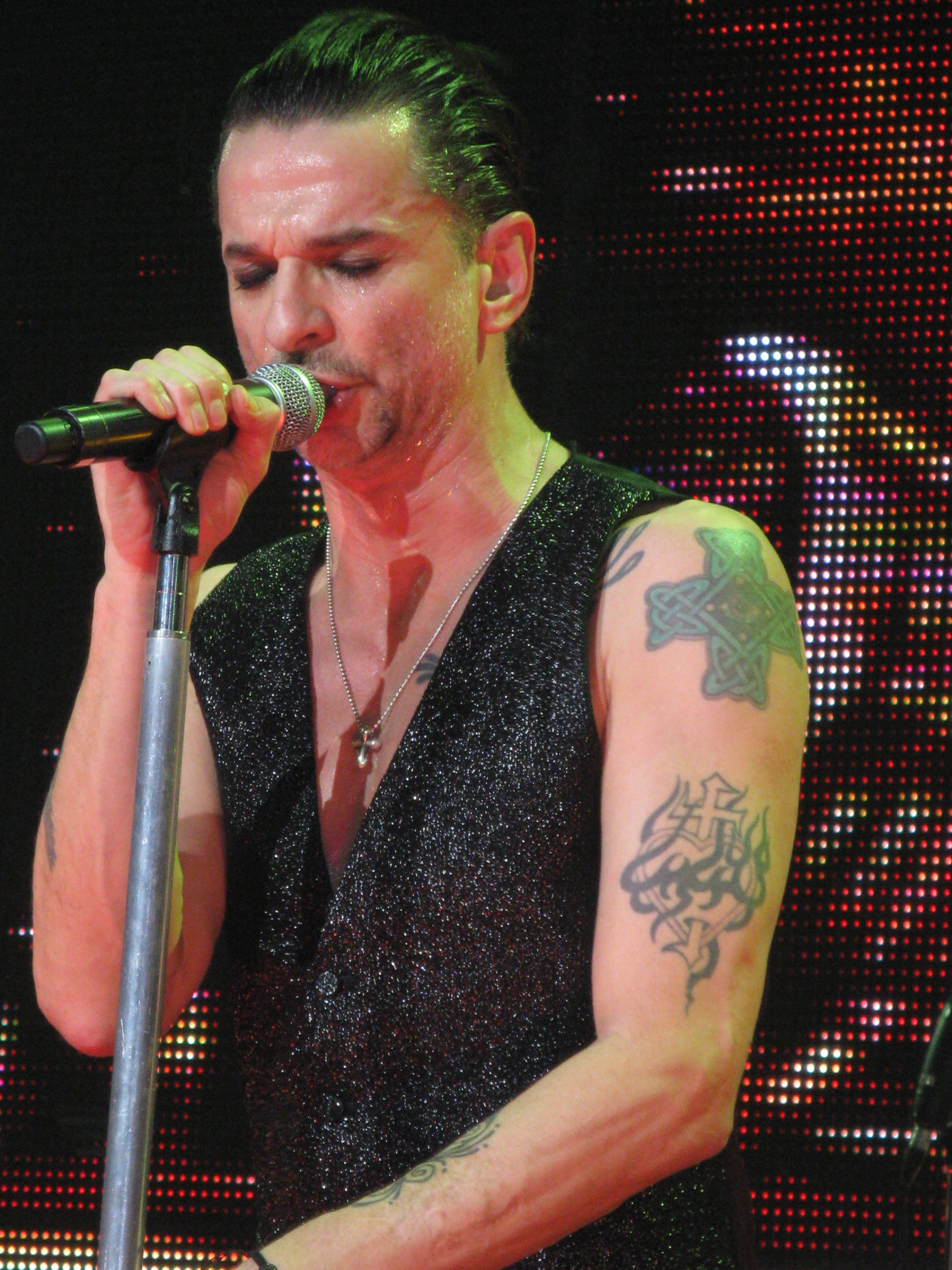
Dave Gahan in concerto con i Depeche Mode a Londra nel 2010.

Nel 1985 Dave si sposò con Joanne Fox, da cui ebbe un figlio (Jack) nel 1987. In quell'anno e nel successivo, il gruppo raggiunse un notevole successo col Music for the Masses Tour, culminato con la trionfale data al Rose Bowl di Pasadena tenuta davanti a 60.000 spettatori. Il 1990 fu l'anno della svolta per la band grazie alla pubblicazione di Violator (ad oggi l'album di maggiore successo della loro discografia) e il successivo tour a supporto, decretando così il successo mondiale dei Depeche Mode, oramai acclamati da folle adoranti ovunque si esibissero.
Nel 1991 Dave lasciò la famiglia per sposare la sua press-agent, Theresa Conroy, e si trasferì a Los Angeles. Con l'album Songs of Faith and Devotion, inciso dai Depeche Mode nel 1993, Dave, fortemente influenzato dalla scena rock americana e da sonorità sempre più sperimentali, chiese ai propri compagni di gruppo una svolta nella loro musica, allontanandosi sempre più dai suoni elettronici tipici di Violator per avvicinarsi alle nuove tendenze musicali in arrivo dagli Stati Uniti.
In quel periodo (1991-1996), Gahan finì per esacerbare ancor di più il suo già pesante consumo di droghe, tanto che, dopo aver tentato il suicidio nel 1995, il 28 maggio 1996 fu vittima di una quasi fatale overdose da speedball (un mix cocaina-eroina) in un hotel di Los Angeles, dove si era trasferito alla fine del suo matrimonio con Conroy. Quasi costantemente in preda a visioni e deliri, già in diverse occasioni i paramedici si erano dovuti adoperare per salvargli la vita, ma quel 28 maggio del 1996, Dave rimase clinicamente morto per due (o tre) minuti, tanto da far credere ai soccorritori che non ci sarebbero state più speranze di rianimarlo (questo episodio creerà, ma solo ed esclusivamente in Italia, il falso mito dell'incipit di Barrel of a Gun attribuito allo stesso Dave, episodio tuttavia ignorato dalle biografie sulla band e mai menzionato dai diretti interessati nel corso delle loro numerose interviste).
Gahan venne comunque rianimato e gli fu salvata la vita; tuttavia su di lui pendevano capi d'imputazione che avrebbero comportato, qualora non fosse riuscito a disintossicarsi definitivamente, una concreta minaccia di espulsione dagli Stati Uniti. Dave decise di farsi curare, rimanendo sotto costante controllo medico per diversi mesi e sottoponendosi a numerosi controlli che ne attestassero il definitivo abbandono dell'uso di sostanze stupefacenti. In un centro di recupero Gahan incontrò la sua terza e attuale moglie, Jennifer Sklias, la quale curiosamente non conosceva i Depeche Mode. I due si trasferirono a New York e si sposarono il giorno di san Valentino del 1999. Nello stesso anno ebbero una bambina, Stella Rose; e circa 10 anni dopo, Gahan adottò ufficialmente Jimmy, avuto dalla Sklias durante una precedente relazione.

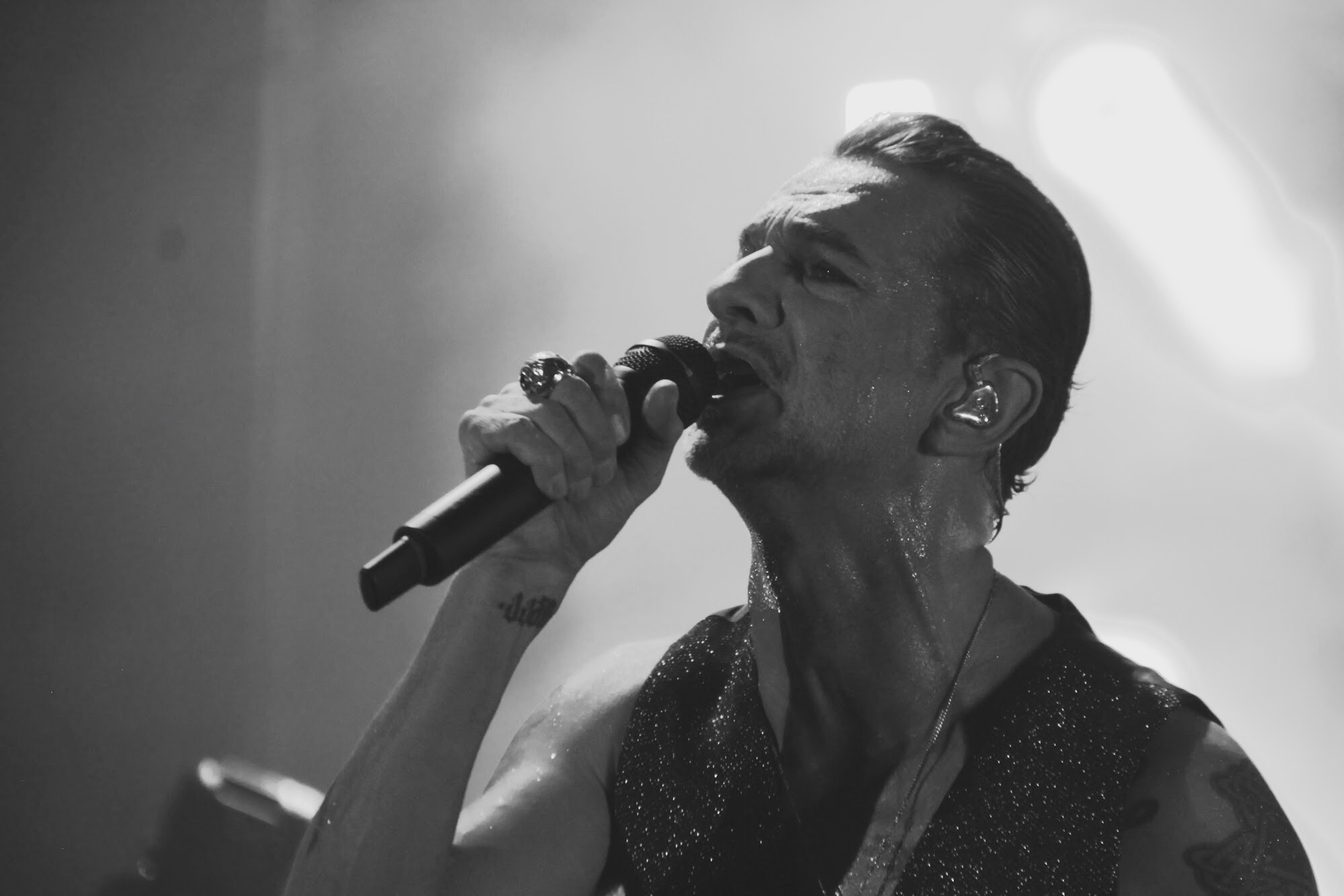
Dave Gahan in concerto a Denver durante il Global Spirit Tour nel 2017.

Nel 2003 Dave pubblicò il suo primo lavoro da solista, Paper Monsters, scritto in collaborazione col multi-strumentista statunitense Knox Chandler. La prevalenza dell'uso della chitarra da parte di Chandler conferirono all'album sonorità abbastanza chiare e distinte, sicuramente molto lontane dalla produzione dei Depeche Mode. L'album fu promosso con un tour che toccò gli Stati Uniti e l'Europa (quest'ultima due volte) da cui fu successivamente estratto un DVD ufficiale chiamato Live Monsters (testimonianza della seconda data tenuta da Gahan all'Olympia di Parigi). L'album entrò nella top 10 della classifica europea e fu tra le prime 40 della UK Albums Chart.
Forte dal moderato successo di Paper Monsters, Dave decise di dare un ultimatum ai suoi compagni di gruppo: per la pubblicazione del nuovo disco dei Depeche Mode, pose come condizione imprescindibile di poter contribuire con pezzi propri alla stesura del nuovo album con tanto di minaccia di abbandonare la band in caso di un eventuale rifiuto. Inizialmente Gahan chiese di poter contribuire per la metà dei brani complessivi del nuovo album, ma in seguito alla mediazione di Andy Fletcher, si accontentò di 3. Così con la pubblicazione di Playing the Angel nel 2005, vennero inserite per la prima volta tre tracce da lui composte in collaborazione col batterista (e già in passato turnista dal vivo con i Depeche Mode) Christian Eigner ed Andrew Philpott: Suffer Well, I Want It All e Nothing's Impossible. La prima sarebbe successivamente stata pubblicata come terzo singolo estratto da Playing the Angel nel marzo 2006 (nel video promozionale compare anche la sua terza e attuale moglie).
Il 14 marzo 2007 venne annunciata sul sito ufficiale dei Depeche la notizia della prossima pubblicazione del secondo lavoro solista di Gahan, Hourglass. La data di uscita fu fissata per il 22 ottobre 2007, mentre il primo singolo dell'album, intitolato Kingdom, sarebbe stato pubblicato l'8 ottobre. Lavoro sicuramente più maturo del precedente Paper Monsters, il nuovo album riscosse anche maggiori consensi sia dalla critica che dal pubblico; tuttavia, per non ritardare l'uscita del nuovo disco dei Depeche Mode, Dave decise di non promuoverlo con una tournée. Nell'estate del 2008, i Depeche Mode registrarono il nuovo disco Sounds of the Universe uscito ad aprile dell'anno seguente. Anche in questa occasione, Dave contribuì con 3 brani alla scrittura del nuovo album, sempre in collaborazione con Christian Eigner e Andrew Philpott: Hole to Feed, Come Back e Miles Away/The Truth Is. Il primo fu estratto come singolo assieme a Fragile Tension.
I Depeche Mode partirono in tour (Tour of the Universe) a inizio maggio 2009, tuttavia il gruppo fu costretto a fermarsi prima del concerto di Atene (3a data del tour) a causa di una gastroenterite di Gahan. A seguito di controlli di routine svolti in ospedale, i medici scoprirono un problema ben più grave che avrebbe costretto Dave a sospendere l'attività dal vivo e a sottoporsi immediatamente a cure intensive. Con un comunicato stampa diramato il 28 maggio del 2009 che mise fine alle tante voci inseguitesi per due settimane, Dave comunicò di soffrire di un tumore alla vescica. L'operazione per la rimozione del tumore riuscì perfettamente, permettendo al gruppo di riprendere la tournée l'8 giugno da Lipsia.
Nel 2012 Dave partecipò alla pubblicazione dell'album in studio The Light the Dead See dei Soulsavers. L'anno successivo venne invece pubblicato il 13º album in studio dei Depeche Mode, Delta Machine, dove Gahan nuovamente contribuì, insieme a Kurt Uenala, alla scrittura di tre brani: Secret to the End, Broken e Should Be Higher. Il 23 ottobre 2015 fu pubblicato l'album Angels & Ghosts, frutto della seconda collaborazione tra Gahan e i Soulsavers. Alla pubblicazione fecero seguito sei esibizioni dal vivo, rispettivamente a Los Angeles, New York, Londra, Berlino, Parigi e Milano. Nel 2020 Gahan fu inserito nella Rock and Roll Hall of Fame come membro di Depeche Mode. Nel 2021 Gahan annunciò l'uscita di Imposter, un nuovo lavoro da solista in collaborazione con i Soulsaver, un disco di cover con brani del repertorio di Neil Young, Bob Dylan, PJ Harvey, Charlie Chaplin, Cat Power, Mark Lanegan e altri.

## Discografia

### Da solista
Album in studio
- 2003 – Paper Monsters
- 2007 – Hourglass
- 2012 – The Light the Dead See (con i Soulsavers)
- 2015 – Angels & Ghosts (con i Soulsavers)
- 2021 – Imposter (con i Soulsavers)

Album dal vivo
- 2004 – Soundtrack to Live Monsters
- 2007 – Live from SoHo

Album di remix
- 2008 – Hourglass: Remixes

Singoli
- 2003 – Dirty Sticky Floors
- 2003 – I Need You
- 2003 – Bottle Living/Hold On
- 2004 – A Little Piece (Live)
- 2007 – Kingdom
- 2008 – Saw Something/Deeper and Deeper

### Con i Depeche Mode
- 1981 – Speak & Spell
- 1982 – A Broken Frame
- 1983 – Construction Time Again
- 1984 – Some Great Reward
- 1986 – Black Celebration
- 1987 – Music for the Masses
- 1990 – Violator
- 1993 – Songs of Faith and Devotion
- 1997 – Ultra
- 2001 – Exciter
- 2005 – Playing the Angel
- 2009 – Sounds of the Universe
- 2013 – Delta Machine
- 2017 – Spirit
- 2023 – Memento mori

## Videografia
- 2004 – Live Monsters

## Tournée
- 2003 – Paper Monsters Tour

## Filmografia
- 101, regia di D. A. Pennebaker (1989)

## Riconoscimenti
- Q - "100 Greatest Singers" (73º posto)
- Q - "100 Greatest Frontmen" (27º posto)
- XFM London - "Xfm's Greatest Frontmen of All Time - The Top 20" (3º posto)
- Rock and Roll Hall of Fame (2020) (come membro dei Depeche Mode)